# فونیکس (کشتی ۱۷۹۰)
فونیکس (کشتی ۱۷۹۰) (به انگلیسی: Phoenix (1790 ship)) یک کشتی بود. این کشتی در سال ۱۷۹۰ ساخته شد.